# Robert (Burgund)

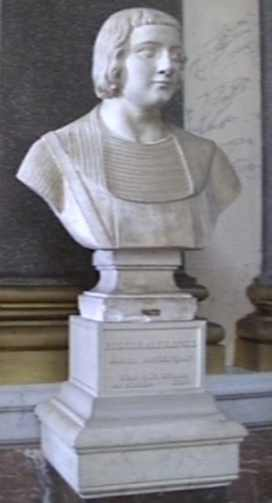
Robert von Artois, Büste von Jean-Jacques Flatters in der Schlachtengalerie im Schloss von Versailles

Robert, auch Robert von Artois genannt, (* 1300; † 3. oder 4. September 1315) war ein Pfalzgraf von Burgund (Franche-Comté) aus dem Haus Chalon, einem Nebenzweig des Hauses Burgund-Ivrea.
Robert war der einzige Sohn des Pfalzgrafen Otto IV. von Burgund und der Gräfin Mathilde von Artois. Beim Tod seines Vaters 1303 wurde er der rechtmäßige Pfalzgraf von Burgund unter der Vormundschaft seiner Mutter, von welcher er wiederum die Grafschaft Artois als Erbe zu erwarten hatte. Robert starb bereits 1315 und in der Pfalzgrafschaft folgte ihm seine älteste Schwester Johanna II. nach, die 1329 von der Mutter auch das Artois erbte.
Bekannt ist Robert vor allem durch sein hervorragend erhaltenes Grab samt Liegefigur, das von dem flämischen Bildhauer Jean Pépin de Huy geschaffen wurde. Die Liegefigur zeigt Robert als jugendlichen Ritter mit dem Wappen des Hauses Artois auf seinem Schild. Diese Arbeit zählt zu den Meisterwerken der franko-flämischen Bildhauerkunst. Ursprünglich befand sich das Grab im Couvent des Cordelières in Paris, die Liegefigur wurde zu Beginn des 19. Jahrhunderts in das Musée des Monuments français gebracht. Später wurde Roberts Leichnam wie auch die Liegefigur in die königliche Grablege der Abtei von Saint-Denis transferiert, wo das Grab noch heute zu sehen ist.
Durch seine älteren Schwestern Johanna und Blanche war Robert mit den späteren Königen Philipp V. und Karl IV. verschwägert.